# AMD Phenom II (Mobil)
Der AMD Phenom II von AMD ist ein Mehrkernprozessor für Notebooks und ein Vertreter der K10-Generation.

## Technisches
Trotz der Modellbezeichnung „Phenom II“, handelt es sich bei diesen Prozessoren um den mobilen Ableger des aus dem Desktop bekannten Athlon II, welcher im Gegensatz zum AMD Phenom II aus dem Desktopsegment keinen L3-Cache hat. Es wurden lediglich die Taktraten und die TDP gesenkt, so dass sich die CPU für den mobilen Einsatz eignet, zudem wurden die CPU-Chips in ein Chip-Gehäuse für den Sockel S1 gepackt, der bei AMD im mobilen Segment eingesetzt wird.

## Modelle

### Champlain (Propus)
- Vierkernprozessor (Quad-Core)
- Revision: C3
- L1-Cache: je Kern 64 + 64 KiB (Daten + Instruktionen), 2-fach assoziativ
- L2-Cache: je Kern 512 kB mit Prozessortakt, 16-fach assoziativ
- MMX, Extended 3DNow!, SSE, SSE2, SSE3, SSE4a, AMD64, Cool’n’Quiet 3.0, NX-Bit, AMD-V
- HyperTransport 3.0 mit 1800 MHz (HT3600)
- DDR3-Speichercontroller: Dual Channel, Unterstützung bis zu DDR3-1066, 45W-Modelle bis zu DDR3-1333
- Fertigungstechnik: 45 nm (SOI), Immersionslithografie
- Leistungsaufnahme (TDP): 25-45 Watt
- Erscheinungsdatum: Mai 2010
- Die-Größe: 169 mm²
- Transistoranzahl: 300 Millionen
- Taktfrequenzen: 1,6-2,4 GHz
  - Phenom II X4
    - P920: 1,6 GHz (25W TDP)
    - P940: 1,7 GHz (25W TDP)
    - P960: 1,8 GHz (25W TDP)
    - N930: 2,0 GHz (35W TDP)
    - N950: 2,1 GHz (35W TDP)
    - N970: 2,2 GHz (35W TDP)
    - X920 BE: 2,3 GHz (45W TDP)
    - X940 BE: 2,4 GHz (45W TDP)

### Champlain mit einem deaktivierten Kern (Rana)
- Dreikernprozessor (Tri-Core)
- Revision: C3
- L1-Cache: je Kern 64 + 64 KiB (Daten + Instruktionen), 2-fach assoziativ
- L2-Cache: je Kern 512 kB mit Prozessortakt, 16-fach assoziativ
- MMX, Extended 3DNow!, SSE, SSE2, SSE3, SSE4a, AMD64, Cool’n’Quiet 2.0, NX-Bit, AMD-V
- HyperTransport 3.0 mit 1800 MHz (HT3600)
- DDR3-Speichercontroller: Dual Channel, Unterstützung bis zu DDR3-1066
- Fertigungstechnik: 45 nm (SOI), Immersionslithografie
- Leistungsaufnahme (TDP): 25-35 Watt
- Erscheinungsdatum: Mai 2010
- Die-Größe: 169 mm²
- Transistoranzahl: 300 Millionen
- Taktfrequenzen: 1,8–2,3 GHz
  - Phenom II X3
    - P820: 1,8 GHz (25W TDP)
    - P840: 1,9 GHz (25W TDP)
    - P860: 2,0 GHz (25W TDP)
    - N830: 2,1 GHz (35W TDP)
    - N850: 2,2 GHz (35W TDP)
    - N870: 2,3 GHz (35W TDP)

### Caspian (Regor)
- Doppelkernprozessor (Dual-Core)
- Revision: C3
- L1-Cache: je Kern 64 + 64 KiB (Daten + Instruktionen), 2-fach assoziativ
- L2-Cache: je Kern 1024 kB mit Prozessortakt
- MMX, Extended 3DNow!, SSE, SSE2, SSE3, SSE4a, AMD64, Cool’n’Quiet 2.0, NX-Bit, AMD-V
- HyperTransport 3.0 mit 1800 MHz (HT3600)
- DDR3-Speichercontroller: Dual Channel, Unterstützung bis zu DDR3-1066
- Fertigungstechnik: 45 nm (SOI), Immersionslithografie
- Leistungsaufnahme (TDP): 25-45 Watt
- Erscheinungsdatum: Mai 2010
- Die-Größe: 117,5 mm²
- Transistoranzahl: 234 Millionen
- Taktfrequenzen: 2,8-3,1 GHz
  - Phenom II X2
    - P650: 2,6 GHz (25W TDP)
    - N620: 2,8 GHz (35W TDP)
    - N640: 2,9 GHz (35W TDP)
    - N660: 3,0 GHz (35W TDP)
    - X620BE: 3,1 GHz (45W TDP)